# Sonia Syngal
Sonia Syngal (India, ...) è una dirigente d'azienda statunitense-canadese di origine indiana che è stata CEO di Gap,Inc., la più grande azienda di abbigliamento specializzato negli Stati Uniti, dal marzo 2020 al luglio 2022.

## Biografia
Syngal è nata da Sushma e Satya Syngal in India, prima che la sua famiglia si trasferisse in Canada in giovane età. Successivamente si è trasferita negli Stati Uniti dove ha conseguito la laurea in ingegneria meccanica presso la Kettering University nel 1993 e il master in ingegneria dei sistemi di produzione presso la Stanford University nel 1995.

## Carriera

Sonia Syngal, CEO di Gap Inc. dal 2020 al 2022

Syngal ha ricoperto ruoli in diverse aziende Fortune 500, tra cui 10 anni presso Sun Microsystems, dove ha guidato le operazioni di produzione, la logistica e la gestione della catena di fornitura, e sei anni presso Ford Motor Co., dove ha ricoperto ruoli nella progettazione del prodotto, nella qualità e nell'ingegneria della produzione. 
Syngal è entrata a far parte di Gap Inc. nel 2004 e ha ricoperto numerosi ruoli di leadership, tra cui amministratore delegato per le attività europee dell'azienda, vicepresidente senior per la divisione internazionale e la divisione outlet internazionali di Gap Inc. È stata vicepresidente esecutivo della catena di fornitura globale e delle operazioni di prodotto, responsabile della gestione della catena di fornitura globale di Gap Inc. e della ridefinizione del modello prodotto-mercato per il suo portafoglio di marchi.
Dal 2016 al 2020 Syngal ha guidato il marchio più grande di Gap Inc., Old Navy. Sotto il suo mandato, il marchio è cresciuto da 7 miliardi di dollari a 8 miliardi di dollari di vendite, ha ampliato la sua presenza in Nord America a oltre 1.200 negozi, ha portato il suo sito di e-commerce al 4º posto di abbigliamento più grande negli Stati Uniti e ha creato capacità omnicanale competitive.
È stata nominata CEO di Gap Inc. nel marzo 2020. Ha guidato il portafoglio di marchi lifestyle dell'azienda, tra cui Old Navy, Gap, Banana Republic e Athleta, in tutte le aree geografiche e in tutti i canali, con un team di oltre 100.000 dipendenti. Al momento della sua nomina a CEO nel marzo 2020, Syngal era una delle 37 donne CEO di aziende Fortune 500 e una delle sole tre donne CEO di colore.
Syngal è stata anche membro del comitato direttivo del Fashion Pact, una coalizione globale di aziende del settore della moda e del tessile impegnate a raggiungere obiettivi ambientali fondamentali in tre aree: fermare il riscaldamento globale, ripristinare la biodiversità e proteggere gli oceani.
Si è dimessa dalla sua posizione di CEO e dal consiglio di amministrazione di Gap Inc. l'11 luglio 2022.

## Filantropia
Syngal è membro dei Boys & Girls Clubs of America.

## Riconoscimenti
Nel 2021 e nel 2020 Fortune ha nominato Syngal tra le "donne più potenti nel mondo degli affari" e nel 2019 tra le "10 migliori donne da tenere d'occhio" nel suo numero Most Powerful Women.

## Vita privata
Syngal è sposata con Joe McGrath. Loro hanno due figli.